# Omloop Het Nieuwsblad 2013
L'Omloop Het Nieuwsblad 2013 va ser la 68a edició de l'Omloop Het Nieuwsblad. Es disputà el 23 de febrer de 2013 sobre un recorregut de 198,9 km amb sortida i arribada a Gant. La cursa formava part de l'UCI Europa Tour amb una categoria 1.HC.
El vencedor fou l'italià Luca Paolini (Team Katusha), que s'imposà a l'esprint al seu company d'escapada, el belga Stijn Vandenbergh (Omega Pharma-Quick Step).

## Equips
L'organització convidà a prendre part en la cursa a tretze equips World Tour i dotze equips continentals professionals:
- equips World Tour: AG2R La Mondiale, Argos-Shimano, Blanco Team, BMC Racing Team, FDJ, Garmin-Sharp, Team Katusha, Lampre-Merida, Lotto-Belisol, Omega Pharma-Quick Step, Orica-GreenEDGE, Team Sky, Vacansoleil-DCM
- equips continentals professionals: Accent Jobs-Wanty, Bretagne-Séché Environnement, Champion System, Cofidis, Crelan-Euphony, Team Europcar, IAM Cycling, MTN Qhubeka, NetApp-Endura, Sojasun, Topsport Vlaanderen-Baloise, Vini Fantini-Selle Italia,

## Classificació final
|    | Cilista                   | Equip                       | Temps      |
| -- | ------------------------- | --------------------------- | ---------- |
| 1  | Luca Paolini (ITA)        | Team Katusha                | 4h 52' 15" |
| 2  | Stijn Vandenbergh (BEL)   | Omega Pharma-Quick Step     | m. t.      |
| 3  | Sven Vandousselaere (BEL) | Topsport Vlaanderen-Baloise | + 1' 13"   |
| 4  | Geraint Thomas (GBR)      | Team Sky                    | + 1' 13"   |
| 5  | Greg Van Avermaet (BEL)   | BMC Racing Team             | + 1' 13"   |
| 6  | Marco Bandiera (ITA)      | IAM Cycling                 | + 1' 13"   |
| 7  | Sylvain Chavanel (FRA)    | Omega Pharma-Quick Step     | + 1' 13"   |
| 8  | Jurgen Roelandts (BEL)    | Lotto-Belisol               | + 1' 13"   |
| 9  | Maarten Wynants (BEL)     | Blanco Team                 | + 1' 13"   |
| 10 | Egoitz García (ESP)       | Cofidis                     | + 1' 13"   |